# Northeast Grand Prix 2010
Navigation
Édition précédente Édition suivante
Le Northeast Grand Prix 2010 (officiellement appelé le 2010 American Le Mans Northeast Grand Prix), disputé le 24 juillet 2010 sur le circuit de Lime Rock Park est la cinquième manche de l'American Le Mans Series 2010 et la 21e édition de cette manifestation sportive.

## Qualifications
| Pos. | Classe | N° | Écurie                     | Pilote                | Temps          | Grille |
| ---- | ------ | -- | -------------------------- | --------------------- | -------------- | ------ |
| 1    | LMP    | 1  | Patrón Highcroft Racing    | David Brabham         | 58 s 106       | 1      |
| 2    | LMP    | 6  | Muscle Milk Team Cytosport | Klaus Graf            | 58 s 746       | 2      |
| 3    | LMP    | 16 | Dyson Racing Team          | Guy Smith             | 59 s 951       | 3      |
| 4    | LMP    | 8  | Drayson Racing             | Jonny Cocker          | 1 min 00 s 092 | 4      |
| 5    | LMP    | 37 | Intersport Racing (en)     | Jon Field             | 1 min 02 s 922 | 5      |
| 6    | LMPC   | 55 | Level 5 Motorsports        | Christophe Bouchut    | 1 min 03 s 020 | 6      |
| 7    | LMPC   | 89 | Genoa Racing               | Kyle Marcelli         | 1 min 03 s 587 | 7      |
| 8    | GT     | 45 | Flying Lizard Motorsports  | Patrick Long          | 1 min 03 s 904 | 8      |
| 9    | LMPC   | 52 | PR1/Mathiasen Motorsports  | Alex Figge (en)       | 1 min 04 s 082 | 9      |
| 10   | GT     | 17 | Team Falken Tire (en)      | Wolf Henzler          | 1 min 04 s 378 | 10     |
| 11   | GT     | 62 | Risi Competizione          | Jaime Melo            | 1 min 04 s 391 | 11     |
| 12   | GT     | 3  | Corvette Racing            | Jan Magnussen         | 1 min 04 s 563 | 12     |
| 13   | GT     | 61 | Risi Competizione          | Mika Salo             | 1 min 04 s 929 | 13     |
| 14   | GT     | 4  | Corvette Racing            | Oliver Gavin          | 1 min 05 s 011 | 14     |
| 15   | GT     | 01 | Extreme Speed Motorsports  | Johannes van Overbeek | 1 min 05 s 064 | 15     |
| 16   | GT     | 02 | Extreme Speed Motorsports  | Guy Cosmo             | 1 min 05 s 346 | 16     |
| 17   | LMPC   | 95 | Level 5 Motorsports        | Scott Tucker          | 1 min 05 s 617 | 17     |
| 18   | GT     | 92 | BMW Rahal Letterman Racing | Bill Auberlen         | 1 min 06 s 907 | 18     |
| 19   | GT     | 40 | Robertson Racing           | David Murry           | 1 min 07 s 005 | 19     |
| 20   | LMPC   | 36 | Genoa Racing               | Tom Sedivy            | 1 min 07 s 584 | 20     |
| 21   | GT     | 75 | Jaguar RSR                 | Ryan Dalziel          | 1 min 07 s 661 | 21     |
| 22   | GT     | 44 | Flying Lizard Motorsports  | Seth Neiman           | 1 min 07 s 892 | 22     |
| 23   | GTC    | 54 | Black Swan Racing          | Jeroen Bleekemolen    | 1 min 08 s 129 | 23     |
| 24   | GTC    | 63 | TRG                        | Andy Lally            | 1 min 08 s 733 | 24     |
| 25   | GT     | 90 | BMW Rahal Letterman Racing | Joey Hand             | 1 min 08 s 876 | 25     |
| 26   | GTC    | 88 | Velox Motorsports          | Shane Lewis           | 1 min 09 s 689 | 26     |
| 27   | GTC    | 32 | GMG Racing                 | James Sofronas        | 1 min 09 s 837 | 27     |
| 28   | GTC    | 23 | Alex Job Racing            | Romeo Kapudija (en)   | 1 min 11 s 135 | 28     |
| 29   | GTC    | 48 | ORBIT/Paul Miller Racing   | Bryce Miller          | 1 min 11 s 648 | 30     |
| 30   | LMPC   | 99 | Green Earth Team Gunnar    | Elton Julian          | 1 min 18 s 455 | 29     |

## Course
Voici le classement provisoire au terme de la course.

- Les vainqueurs de chaque catégorie sont signalés par un fond jauni.
- Pour la colonne Pneus, il faut passer le curseur au-dessus du modèle pour connaître le manufacturier de pneumatiques.

| Pos.   | Classe | N° | Écurie                     | Pilotes                           | Châssis                                 | Pneus | Tours |
| Pos.   | Classe | N° | Écurie                     | Pilotes                           | Moteur                                  | Pneus | Tours |
| ------ | ------ | -- | -------------------------- | --------------------------------- | --------------------------------------- | ----- | ----- |
| 1      | LMP    | 6  | Muscle Milk Team Cytosport | Greg Pickett Klaus Graf           | Porsche RS Spyder Evo                   | M     | 171   |
| 1      | LMP    | 6  | Muscle Milk Team Cytosport | Greg Pickett Klaus Graf           | Porsche MR6 3.4 L V8                    | M     | 171   |
| 2      | LMP    | 1  | Patrón Highcroft Racing    | David Brabham Simon Pagenaud      | HPD ARX-01C                             | M     | 171   |
| 2      | LMP    | 1  | Patrón Highcroft Racing    | David Brabham Simon Pagenaud      | HPD AL7.R 3.4 L V8                      | M     | 171   |
| 3      | LMPC   | 99 | Green Earth Team Gunnar    | Gunnar Jeannette Elton Julian     | Oreca FLM09                             | M     | 162   |
| 3      | LMPC   | 99 | Green Earth Team Gunnar    | Gunnar Jeannette Elton Julian     | Chevrolet LS3 6.2 L V8                  | M     | 162   |
| 4      | LMPC   | 52 | PR1/Mathiasen Motorsports  | Tom Papadopolous Alex Figge (en)  | Oreca FLM09                             | M     | 162   |
| 4      | LMPC   | 52 | PR1/Mathiasen Motorsports  | Tom Papadopolous Alex Figge (en)  | Chevrolet LS3 6.2 L V8                  | M     | 162   |
| 5      | GT     | 45 | Flying Lizard Motorsports  | Jörg Bergmeister Patrick Long     | Porsche 911 GT3 RSR                     | M     | 161   |
| 5      | GT     | 45 | Flying Lizard Motorsports  | Jörg Bergmeister Patrick Long     | Porsche 4.0 L Flat-6                    | M     | 161   |
| 6      | GT     | 92 | BMW Rahal Letterman Racing | Bill Auberlen Tommy Milner        | BMW M3 GT2                              | D     | 161   |
| 6      | GT     | 92 | BMW Rahal Letterman Racing | Bill Auberlen Tommy Milner        | BMW 4.0 L V8                            | D     | 161   |
| 7      | GT     | 90 | BMW Rahal Letterman Racing | Dirk Müller Joey Hand             | BMW M3 GT2                              | D     | 161   |
| 7      | GT     | 90 | BMW Rahal Letterman Racing | Dirk Müller Joey Hand             | BMW 4.0 L V8                            | D     | 161   |
| 8      | GT     | 61 | Risi Competizione          | Mika Salo Pierre Kaffer           | Ferrari F430 GTE                        | M     | 160   |
| 8      | GT     | 61 | Risi Competizione          | Mika Salo Pierre Kaffer           | Ferrari 4.0 L V8                        | M     | 160   |
| 9      | GT     | 4  | Corvette Racing            | Olivier Beretta Oliver Gavin      | Chevrolet Corvette C6.R                 | M     | 159   |
| 9      | GT     | 4  | Corvette Racing            | Olivier Beretta Oliver Gavin      | Chevrolet 5.5 L V8                      | M     | 159   |
| 10     | LMPC   | 95 | Level 5 Motorsports        | Scott Tucker Andy Wallace         | Oreca FLM09                             | M     | 158   |
| 10     | LMPC   | 95 | Level 5 Motorsports        | Scott Tucker Andy Wallace         | Chevrolet LS3 6.2 L V8                  | M     | 158   |
| 11     | GT     | 01 | Extreme Speed Motorsports  | Scott Sharp Johannes van Overbeek | Ferrari F430 GTE                        | M     | 157   |
| 11     | GT     | 01 | Extreme Speed Motorsports  | Scott Sharp Johannes van Overbeek | Ferrari 4.0 L V8                        | M     | 157   |
| 12     | GT     | 44 | Flying Lizard Motorsports  | Darren Law Seth Neiman            | Porsche 911 GT3 RSR                     | M     | 157   |
| 12     | GT     | 44 | Flying Lizard Motorsports  | Darren Law Seth Neiman            | Porsche 4.0 L Flat-6                    | M     | 157   |
| 13     | GT     | 17 | Team Falken Tire (en)      | Bryan Sellers Wolf Henzler        | Porsche 911 GT3 RSR                     | F     | 156   |
| 13     | GT     | 17 | Team Falken Tire (en)      | Bryan Sellers Wolf Henzler        | Porsche 4.0 L Flat-6                    | F     | 156   |
| 14     | GTC    | 63 | TRG                        | Henri Richard Andy Lally          | Porsche 911 GT3 Cup                     | Y     | 152   |
| 14     | GTC    | 63 | TRG                        | Henri Richard Andy Lally          | Porsche 3.8 L Flat-6                    | Y     | 152   |
| 15     | GT     | 75 | Jaguar RSR                 | Marc Goossens Ryan Dalziel        | Jaguar XKRS                             | Y     | 152   |
| 15     | GT     | 75 | Jaguar RSR                 | Marc Goossens Ryan Dalziel        | Jaguar 5.0 L V8                         | Y     | 152   |
| 16     | GTC    | 54 | Black Swan Racing          | Tim Pappas Jeroen Bleekemolen     | Porsche 911 GT3 Cup                     | Y     | 151   |
| 16     | GTC    | 54 | Black Swan Racing          | Tim Pappas Jeroen Bleekemolen     | Porsche 3.8 L Flat-6                    | Y     | 151   |
| 17     | GT     | 02 | Extreme Speed Motorsports  | Ed Brown Guy Cosmo                | Ferrari F430 GTE                        | M     | 150   |
| 17     | GT     | 02 | Extreme Speed Motorsports  | Ed Brown Guy Cosmo                | Ferrari 4.0 L V8                        | M     | 150   |
| 18     | GTC    | 88 | Velox Motorsports          | Shane Lewis Jerry Vento           | Porsche 911 GT3 Cup                     | Y     | 149   |
| 18     | GTC    | 88 | Velox Motorsports          | Shane Lewis Jerry Vento           | Porsche 3.8 L Flat-6                    | Y     | 149   |
| 19     | LMPC   | 36 | Genoa Racing               | Tom Sedivy Christian Zugel        | Oreca FLM09                             | M     | 146   |
| 19     | LMPC   | 36 | Genoa Racing               | Tom Sedivy Christian Zugel        | Chevrolet LS3 6.2 L V8                  | M     | 146   |
| 20     | GTC    | 32 | GMG Racing                 | Bret Curtis James Sofronas        | Porsche 911 GT3 Cup                     | Y     | 146   |
| 20     | GTC    | 32 | GMG Racing                 | Bret Curtis James Sofronas        | Porsche 3.8 L Flat-6                    | Y     | 146   |
| 21     | GTC    | 48 | ORBIT/Paul Miller Racing   | Bryce Miller Luke Hines           | Porsche 911 GT3 Cup                     | Y     | 140   |
| 21     | GTC    | 48 | ORBIT/Paul Miller Racing   | Bryce Miller Luke Hines           | Porsche 3.8 L Flat-6                    | Y     | 140   |
| 22     | LMP    | 37 | Intersport Racing (en)     | Jon Field Clint Field             | Lola B06/10                             | D     | 140   |
| 22     | LMP    | 37 | Intersport Racing (en)     | Jon Field Clint Field             | AER P32C 4.0 L V8 Turbo                 | D     | 140   |
| 23     | GTC    | 23 | Alex Job Racing            | Bill Sweedler Romeo Kapudija (en) | Porsche 911 GT3 Cup                     | Y     | 123   |
| 23     | GTC    | 23 | Alex Job Racing            | Bill Sweedler Romeo Kapudija (en) | Porsche 3.8 L Flat-6                    | Y     | 123   |
| 24 NC  | LMP    | 8  | Drayson Racing             | Paul Drayson Jonny Cocker         | Lola B09/60                             | M     | 113   |
| 24 NC  | LMP    | 8  | Drayson Racing             | Paul Drayson Jonny Cocker         | Judd GV5.5 S2 5.5 L V10                 | M     | 113   |
| 25 NC  | GT     | 40 | Robertson Racing           | Andrea Robertson David Murry      | Ford GT-R Mk. VII                       | D     | 110   |
| 25 NC  | GT     | 40 | Robertson Racing           | Andrea Robertson David Murry      | Ford 5.0 L V8                           | D     | 110   |
| 26 DNF | LMPC   | 89 | Intersport Racing (en)     | Brian Wong Kyle Marcelli          | Oreca FLM09                             | M     | 108   |
| 26 DNF | LMPC   | 89 | Intersport Racing (en)     | Brian Wong Kyle Marcelli          | Chevrolet LS3 6.2 L V8                  | M     | 108   |
| 27 DNF | GT     | 3  | Corvette Racing            | Jan Magnussen Johnny O'Connell    | Chevrolet Corvette C6.R                 | M     | 35    |
| 27 DNF | GT     | 3  | Corvette Racing            | Jan Magnussen Johnny O'Connell    | Chevrolet 5.5 L V8                      | M     | 35    |
| 28 DNF | GT     | 62 | Risi Competizione          | Jaime Melo Gianmaria Bruni        | Ferrari F430 GTE                        | M     | 21    |
| 28 DNF | GT     | 62 | Risi Competizione          | Jaime Melo Gianmaria Bruni        | Ferrari 4.0 L V8                        | M     | 21    |
| 29 DNF | LMP    | 16 | Dyson Racing               | Chris Dyson Guy Smith             | Lola B09/86                             | D     | 7     |
| 29 DNF | LMP    | 16 | Dyson Racing               | Chris Dyson Guy Smith             | Mazda MZR-R 2.0 L I4 Turbo (Isobutanol) | D     | 7     |
| DNS    | LMPC   | 55 | Level 5 Motorsports        | Scott Tucker Christophe Bouchut   | Oreca FLM09                             | M     | -     |
| DNS    | LMPC   | 55 | Level 5 Motorsports        | Scott Tucker Christophe Bouchut   | Chevrolet LS3 6.2 L V8                  | M     | -     |